# Very Energetic Radiation Imaging Telescope Array System
Pour les articles homonymes, voir Veritas.
Le Very Energetic Radiation Imaging Telescope Array System (VERITAS, ou Système d'imagerie de radiation très énergétique par réseau de télescopes) est un observatoire d'astronomie gamma au sol, (observation des rayons gamma). VERITAS consiste en un réseau de 4 télescopes de type réflecteurs optiques de 12 mètres de diamètre utilisant la technique d'imagerie Tcherenkov atmosphérique.
La détection des rayons gamma d'énergie supérieure à 100 GeV se fait indirectement par la détection de gerbes de particules provoquées par l'entrée d'un rayon gamma de haute énergie dans l'atmosphère terrestre.
Le rayon gamma interagit avec l'atmosphère et produit une gerbe électromagnétique
(cascade de particules ultra-relativistes). Les particules de la gerbe émettent de la lumière par effet Tcherenkov, en raison de leur vitesse plus grande que celle de la lumière dans l'air. Cette lumière bleutée est détectée au niveau du sol par les télescopes de VERITAS.
Les principaux objets astrophysiques que VERITAS observe sont les noyaux actifs de galaxie, les rémanents de supernova, les pulsars, les trous noirs, les sursauts gamma.
Les principaux autres observatoires gamma de très haute énergie sont les télescopes à imagerie Tcherenkov HESS et MAGIC, ainsi la mission spatiale Fermi-GLAST, lancée en juin 2008.

## Design
- Ouverture de 12 m.
- Chaque télescope est composé d'un miroir de 350 facettes et d'une caméra.
- Une caméra est composée de 499 pixels.
- Le champ de vue est de 3,5 degrés.
- Le domaine d'énergie couvert se situe entre 100 GeV et 50 TeV.

## La collaboration VERITAS

### Institutions
- Smithsonian Astrophysical Observatory, États-Unis
- Université Purdue, États-Unis
- Iowa State University, États-Unis
- Université Washington de Saint-Louis, États-Unis
- Université de Chicago, États-Unis
- Université de l'Utah, États-Unis
- Université de Californie, États-Unis
- Université McGill, Montréal, Canada.
- University College Dublin, Irlande
- Université de Leeds, Royaume-Uni

### Collaborateurs
- Adler Planetarium
- Argonne National Laboratory
- Barnard College
- dePauw University
- Grinnell College
- University of California, Santa Cruz
- University of Iowa
- University of Massachusetts
- Cork Institute of Technology
- Galway Mayo Institute of Technology
- National University of Ireland Galway
- Associate Members

## Financement
VERITAS est financé conjointement par le département de l'Énergie des États-Unis, la National Science Foundation, le Smithsonian Astrophysical Observatory, le conseil de recherche en sciences naturelles et en génie du Canada, la Science Foundation Ireland et le Particle Physics and Astronomy Research Council au Royaume-Uni.

## Site webs de VERITAS par les membres de la collaboration
- Smithsonian Astrophysical Observatory
- Purdue University
- Iowa State University
- Washington University in St. Louis
- University of Chicago
- University of Utah
- University of California, Los Angeles
- McGill University, Montreal
- University College Dublin
- University of Leeds